# Задорожна Тамара Григорівна
Тамара Григорівна Задорожна (нар. 1936) — радянська тваринниця, Герой Соціалістичної Праці (1983)

## Життєпис
У 1953 закінчила 7 класів та переїхала до с. Обільне. Спочатку працювала на фермі обліковцем, а потім перейшла до рільничної бригади.
У 1966 Т. Г. Задорожняя в колгоспі від 20 свиноматок виростила 380 поросят вагою 15,3 кг кожен. За це 22 березня 1966 була нагороджена орденом Трудового Червоного Прапора.
У 1971 обиралася делегатом XXIV з'їзду КПРС, де почесна колгоспниця була нагороджена орденом Леніна. У цьому ж році стала членом Донецького обкому партії.
20 червня 1982 була обрана народним засідателем Старобешівського районного суду. 21 грудня 1983 за високі показники в соціалістичному змаганні Т. Г. Задорожний присвоєно звання Героя Соціалістичної Праці. Нагороду їй вручили в Києві. На алеї Трудової Слави в Києві за високі трудові показники в 1986 був встановлений її портрет.
Тамара Григорівна була активним учасником художньої самодіяльності.

## Нагороди
- Герой Соціалістичної Праці (21.12.1983)

- Орден Леніна (1971), Орден Трудового Червоного Прапора (22.03.1966), медаль «Ветеран праці» (1987), «Заслужений працівник культури Української РСР» (1982).